# Episodi di Duckman (seconda stagione)
La seconda stagione della serie animata Duckman, composta da 9 episodi, è stata trasmessa negli Stati Uniti, da USA Network, dall'11 marzo all'8 maggio 1995.
In Italia la stagione è stata trasmessa dal 27 aprile al 6 maggio 2004 su Italia Teen Television.
| nº | Titolo originale                        | Titolo italiano               | Prima TV USA   | Prima TV Italia |
| -- | --------------------------------------- | ----------------------------- | -------------- | --------------- |
| 1  | Papa Oom M.O.W. M.O.W.                  | Salvataggi a stelle e strisce | 11 marzo 1995  | 28 aprile 2004  |
| 2  | Married Alive                           | Lo sposo miliardario          | 18 marzo 1995  | 27 aprile 2004  |
| 3  | Days of Whining and Neurosis            | Lo strizzacervelli            | 25 marzo 1995  | 29 aprile 2004  |
| 4  | Inherit the Judgement: The Dope's Trial | Trappola per paperi           | 3 aprile 1995  | 30 aprile 2004  |
| 5  | America the Beautiful                   | America                       | 10 aprile 1995 | 1º maggio 2004  |
| 6  | The Germ Turns                          | Il germe del virus            | 17 aprile 1995 | 3 maggio 2004   |
| 7  | In the Nam of the Father                | Nel nome del padre            | 24 aprile 1995 | 4 maggio 2004   |
| 8  | Research and Destroy                    | Ajax: poeta trash             | 1º maggio 1995 | 5 maggio 2004   |
| 9  | Clip Job                                | Rapimento "via cavo"          | 8 maggio 1995  | 6 maggio 2004   |

## Salvataggi a stelle e strisce
- Titolo originale: Papa Oom M.O.W. M.O.W.
- Diretto da: Norton Virgien
- Scritto da: Michael Markowitz

### Trama
Duckman diventa un eroe nazionale dopo aver salvato apparentemente il presidente da un tentativo di omicidio. Quando rivela che il suo "eroismo" è stato un incidente e stava cercando di sedurre due donne, decide di capitalizzare sulla sua ritrovata fama, scrivendo un film sugli Stati Uniti e pianificando una corsa per il Senato.

## Lo sposo miliardario
- Titolo originale: Married Alive
- Diretto da: Raymie Muzquiz
- Scritto da: Bernie Keating

### Trama
Bernice torna a casa da una vacanza in Europa e annuncia che sta per sposare un miliardario e che ha intenzione di portare lei, la nonna e i bambini con sé in Svizzera, lasciando Duckman da solo.

## Lo strizzacervelli
- Titolo originale: Days of Whining and Neurosis
- Diretto da: John Eng
- Scritto da: Gary Glasberg

### Trama
Duckman e Cornfed vanno sotto copertura in un esclusivo centro benessere e di riabilitazione dove vanno le celebrità, per indagare sull'omicidio di un medico. Mentre è lì, Duckman si disintossica dalle sue varie dipendenze.

## Trappola per paperi
- Titolo originale: Inherit the Judgement: The Dope's Trial
- Diretto da: Jeff McGrath
- Scritto da: Michael Markowitz

### Trama
Alla ricerca di una radiosveglia gratis, Duckman porta la famiglia attraverso cinque stati attraverso il deserto. Durante il loro viaggio finiscono nella piccola città di Coopville, dove ci sono tutti i loro parenti. Re Pollo è lo sceriffo e Duckman viene processato per eresia.

## America
- Titolo originale: America the Beautiful
- Diretto da: Paul Demeyer
- Scritto da: Bill Canterbury e Gene Laufenberg

### Trama
Un gruppo multietnico di bambini assume Duckman e Cornfed per trovare il loro idolo, una splendida modella di nome America. L'indagine prevede di parlare con quattro dei suoi ex fidanzati, uomini che rappresentano la vita americana negli anni '50, '60, '70 e '80. Nel frattempo, Duckman si innamora di lei.

## Il germe del virus
- Titolo originale: The Germ Turns
- Diretto da: Bob Hatchcock
- Scritto da: Jim Pond e Bill Fuller

### Trama
Ad una fiera New Age, Duckman riceve la visita di sua madre deceduta, reincarnata come un germe altamente infettivo a causa del suo fallimento di madre quando era in vita. Sperando di sfuggire allo stesso destino, Duckman inizia a tormentare i suoi figli con affetto, portando al loro grande dispiacere.

## Nel nome del padre
- Titolo originale: In the Nam of the Father
- Diretto da: Norton Virgien
- Scritto da: Jeff Astrof e Mike Sikowitz

### Trama
Duckman porta la sua famiglia in viaggio per una vacanza, affrontando dei flashback del passato.

## Ajax: poeta trash
- Titolo originale: Research and Destroy
- Diretto da: John Eng
- Scritto da: Jeff Astrof, Mike Sikowitz e Jay Moriarty

### Trama
Quando Ajax inizia a mostrare un talento naturale per la poesia, Duckman gli fa firmare un contratto per una società di biglietti di auguri in cerca di un nuovo scrittore.

## Rapimento "via cavo"
- Titolo originale: Clip Job
- Diretto da: Jeff McGrath
- Scritto da: David Misch

### Trama
Henry Melfly rapisce Duckman, incolpandolo per il declino di programmi per famiglie e con una morale e intervistandolo successivamente in un clip show sulla questione.